# Раздол (Одесская область)
Раздол (укр. Роздол) — село, относится к Березовскому району Одесской области Украины. Расположено на реке Тартакай.
Население по переписи 2001 года составляло 804 человека. Почтовый индекс — 67350. Телефонный код — 4856. Занимает площадь 0,713 км². Код КОАТУУ — 5121280808.

## История
В 1945 г. Указом ПВС УССР хутор Тартанай переименован в Раздол.

## Местный совет
67350, Одесская обл., Березовский р-н, с. Викторовка, ул. Лермонтова, 1